# 小川町大火災
小川町大火災（おがわまちだいかさい）は、江戸時代に長崎で発生した火災。

## 被害状況
天保9年4月4日（1838年4月27日）の夜、小川町の与蔵宅から、囲炉裏の残り火の不始末により出火した。
延焼により、25町、8丁×5丁におよぶ範囲が延焼した。
火事は翌朝には消し止められたが、1393戸が消失し、35戸が崩壊。土蔵60棟、唐通事会所、対馬・小城・鹿島・諫早・筑前の屋敷、高島四郎太夫・後藤市之丞・高木諸右衛門宅も焼失。死者は、焼死3人、井戸に落ちて死んだ者が3人だった。
焼死者3名、および豊後町近江屋伝蔵の井戸で発見された3名は、以下のとおり。
- 焼死者
  - 萩尾真右衛門 - 久松喜兵衛召使
  - 旅人・善六 - 平戸町吉川左右助方で焼死。島原領深江村の者で、長崎村十善寺郷書上
  - 平戸町にて焼死1名。身元・性別ともに不明

- 井戸に落ちた死者
  - 勝山町 梅蔵
  - 豊後町 茂三郎
  - 伊勢町 亀太郎

### 被災地
『長崎實録大成 続』によれば、各被災状況は以下の通り。
- 小川町 - 類焼85軒。取り崩し4軒、土蔵6戸焼失。
- 内中町 - 類焼28軒。取り崩し2軒、土蔵1戸焼失。
- 恵美須町 - 類焼1軒。取り崩し2軒。
- 豊後町 - 類焼47軒。取り崩し1軒、土蔵1戸焼失。
- 新興善町 - 類焼70軒。
- 後興善町 - 類焼70軒。土蔵2戸焼失。
- 本興善町 - 類焼38軒。取り崩し1軒。土蔵5戸、貫銀方土蔵1戸焼失。
- 唐通事会所1軒焼失。
- 新町 - 類焼6軒。取り崩し3軒。
- 船津町 - 類焼41軒。取り崩し3軒。
- 堀町 - 類焼27軒。取り崩し3軒。
- 今町 - 類焼173軒。土蔵1戸焼失。
- 金屋町 - 類焼50軒。
- 本博多町 - 類焼68軒。土蔵2戸焼失。
- 浦五島町 - 類焼14軒。取り崩し1軒。諫早豊前屋敷1軒焼失。
- 本五島町 - 類焼89軒。土蔵4戸焼失。黒田播磨屋敷1軒焼失。
- 椛島町 - 類焼116軒。土蔵24戸焼失。そのほか、御旅所御假屋1軒、御備船道具入1軒焼失。
- 平戸町 - 類焼53軒。土蔵1戸焼失。
- 大村町 - 類焼64軒。土蔵1戸焼失。そのほか、高島四郎太夫宅1軒焼失。
- 島原町 - 類焼39軒。土蔵1戸焼失。そのほか、後藤市之丞宅、高木清右衛門宅の2軒と土蔵1戸焼失。
- 外浦町 - 類焼47軒。土蔵1戸焼失。
- 今下町 - 類焼4軒。
- 本下町 - 類焼82軒。取り崩し1軒。
- 江戸町 - 類焼41軒。
- 西築町 - 類焼66軒。取り崩し7軒。土蔵2戸焼失。そのほか、対馬藩蔵屋敷類焼。
- 東築町 - 類焼41軒。取り崩し7軒。土蔵6戸焼失。そのほか、小城藩、鹿島藩蔵屋敷類焼。

総計1361軒、土蔵59軒焼失。取り壊し家屋35軒。蔵屋敷2軒焼失。貫銀方土蔵・唐通事会所焼失。御旅所御假屋1軒、御備船道具入1軒焼失。
そのほか、船番長屋焼失。30軒が半ば取り崩し。
町の焼失範囲は、南北8丁と東西5丁。

## 被災者への措置
被災者には、長崎会所から白米120石7斗5升、銭224貫文が施与され、住居を失った者に対しては八幡町の芝居小屋を避難所とした。
そのほかにも、本博多町の木下卯十郎が、町内の被災者に米100俵と銭10貫文を施与した。

## 処罰
火元となった者たちへの処罰は以下のとおり。
- 出火元・小川町 新吉の借家住まいの与蔵 - 居町払[注釈 2][1]。
- 与蔵組政平、才次郎、貞次郎、自身番詰所貞吉、下番恒次郎、福太郎、与蔵隣家茂三郎、武平、与蔵向側唯助、米吉、卯兵衛 - 「消防には尽くしたが、大火になり焼死者まで出したのは不届」として、押込20日[注釈 2][注釈 6][1]。

火事に乗じて犯罪行為におよんだ者たちは以下のとおり。
- 船津町由太郎 - 出火の折りに、大黄3斤ほどと、衣類5品盗んだ咎で、入れ墨のうえ敲[4]。
- 伊勢町茂助 - 火消人夫として出ていたが、琴1面、葉タバコ2個を盗んで、それを売り払って酒食をした咎で、入れ墨のうえ敲[4]。
- 長崎村西山郷久助 - 出火の際に、平戸町栄三郎宅へ手伝いに行き、そこで紙類18束47枚を盗み、売り払って酒食に使った咎で、敲[注釈 7][4]。
- 炉粕町茂助 - 久助の盗品を買い取り、それを売り払ったことが発覚。売り払った分の金銭を取り上げた上で、敲[4]。
- 肥前国布津村の無宿長之助 - 出火の折り、今下町を往来した時に、米1俵を盗んで売り払い酒食した咎で、敲[注釈 7][4]。
- 油屋町与一郎 - 長之助の米を買い取ったので、その買取の代金を取り上げ[4]。

以下は、氏名不明の者
- 樺島町に手伝いに行った際、避難荷物を船に運び、一部を盗む - 入墨のうえ敲[注釈 7]。
- 火消人足に出た際、西築町の店先のものを盗む - 入墨のうえ敲[注釈 7]。
- 恵美須町に手伝いに行った際、運び出した品物を質に入れる - 居村払[注釈 7]。
- 海岸に流れている酒樽を拾い、道で拾った脇差の柄とともに売る - 居村払[注釈 7]。
- 郷乙名 - 紛失した酒樽の数と届けられた樽の数が違う - 居村払[注釈 7]。

## 火災後

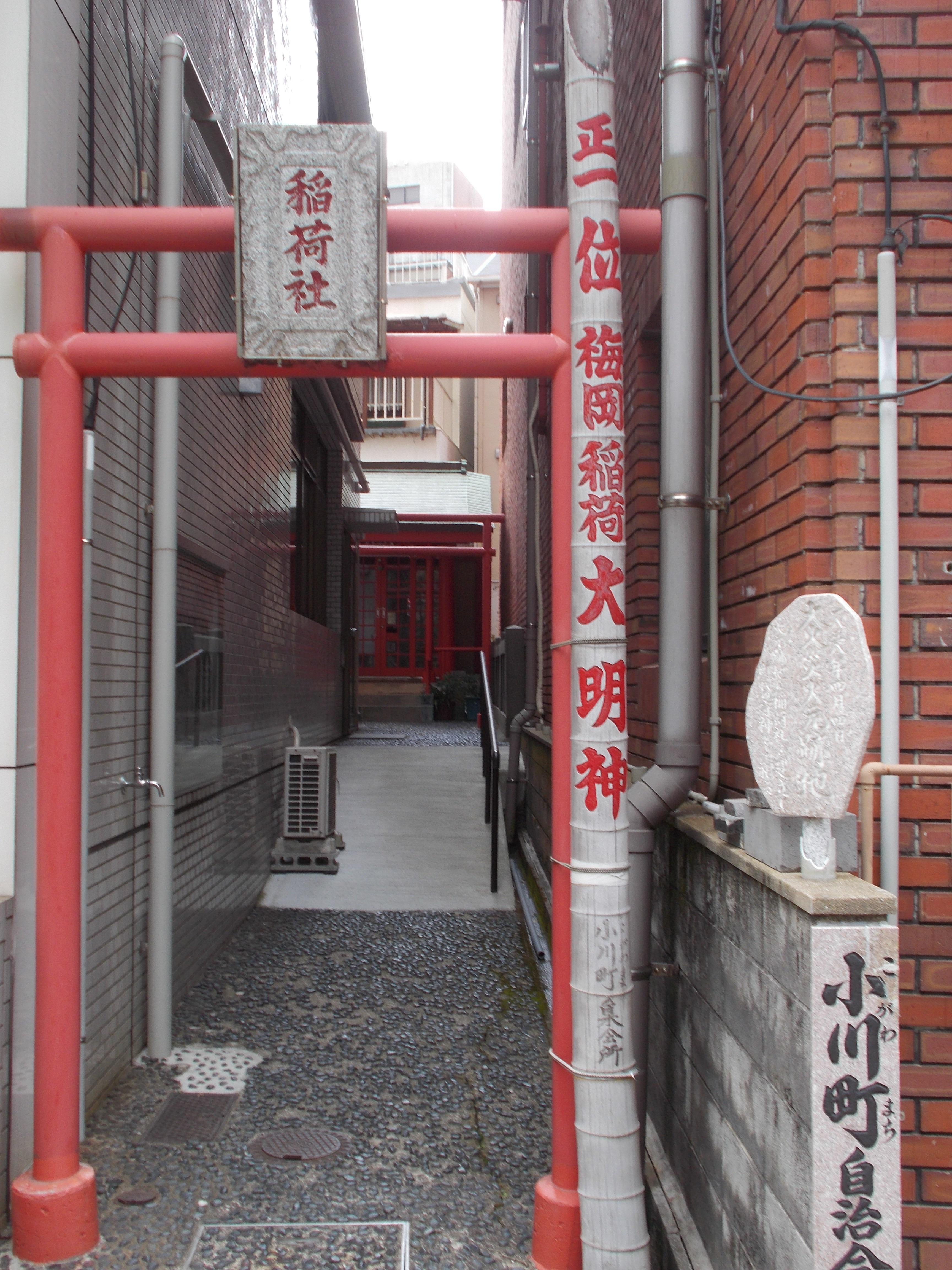
梅岡稲荷大明神（長崎市上町）

火災の火元となった小川町があった場所には、梅岡稲荷大明神が建てられている。
大村町にあった本邸が全焼した高島秋帆は、父の茂紀が建てた別邸に引っ越した。この別邸が「高島秋帆旧邸」で、後に国指定史跡となった。